# 디아제팜
디아제팜(Diazepam, 제품 상의 첫 표기: Valium 발륨)은 스위스 로슈(Roche)사가 개발한 벤조디아제핀계 신경 안정제이다. 통상적으로 불안 장애, 알코올 금단 증후군, 벤조디아제핀 금단 증후군, 경련, 발작, 불면증, 하지불안 증후군을 포함한 다양한 질병 치료에 사용되므로, 의존성 등 오남용의 우려가 있는 향정신성의약품으로 엄연히 분류된다.
디아제팜은 레오 스턴바크가 처음 합성하였고, 호프만 라 로슈에 의해 처음 제조되었다. 1963년 출시 이후로 세계에서 가장 흔히 처방되는 약물들 가운데 하나가 되었다. 디아제팜은 의료제도에 필수적인, 가장 효과적이고 안전한 약물이 나열된 WHO 필수 약물 목록에 등재되어 있다.

## 적응증
- 신경증에서의 긴장을 동반한 불안 장애
- 정신신체장애에서의 불안, 긴장, 우울
- 마취전 투약
- 알코올 금단증상
- 골격근경련 또는 소발작 간질의 부가 요법제

## 동물에서의 이용
디아제팜은 고양이와 개를 위한 항불안제로 사용되며 식욕자극제로 이용되기도 한다. 개와 고양이의 발작을 중지시키는데 사용될 수도 있다.